# Coventry (Rhode Island)
Pour les articles homonymes, voir Coventry (homonymie).
Coventry est une ville américaine du comté de Kent dans l'État de Rhode Island. Sa population s’élevait à 35 014 habitants lors du recensement de 2010, estimée à 34 933 habitants en 2017. Cette ville a été fondée en 1639 et incorporée en 1743.

## Géographie
La municipalité s'étend sur 62,40 milles carrés (161,62 km2), dont 59,05 milles carrés (152,94 km2) de terres.
| Foster                 | Scituate       | Cranston       |
| Sterling (Connecticut) | Coventry       | West Warwick   |
|                        | West Greenwich | East Greenwich |

## Démographie
| Groupe            | Coventry | Rhode Island | États-Unis |
| ----------------- | -------- | ------------ | ---------- |
| Blancs            | 96,4     | 81,4         | 72,4       |
| Métis             | 1,5      | 3,3          | 2,9        |
| Asiatiques        | 0,8      | 2,9          | 4,8        |
| Noirs             | 0,6      | 5,7          | 12,6       |
| Autres            | 0,5      | 6,2          | 6,4        |
| Amérindiens       | 0,2      | 0,6          | 0,9        |
| Total             | 100,0    | 100,0        | 100,0      |
|                   |          |              |            |
| Latino-Américains | 1,9      | 12,4         | 16,3       |

Selon l'American Community Survey, pour la période 2011-2015, 94,50 % de la population âgée de plus de 5 ans déclare parler anglais à la maison, alors que 1,07 % déclare parler le portugais, 0,84 % le français, 0,79 % l'italien, 0,78 % l'espagnol, 0,52 % le russe et 1,51 % une autre langue.

## Villages
Coventry comprend plusieurs villages sur son territoire :
- Anthony
- Arkwright
- Greene
- Harris
- Hopkins Hollow
- Potterville
- Quidneck
- Rice City
- Spring Lake
- Summit
- Tiogue
- Washington
- Whitman